# Джайнтіапур (упазіла)
Джайнтіапу́р (бенг. জৈন্তাপুর, англ. Jaintiapur) — одна з 11 упазіл зіли Сілхет регіону Сілхет Бангладеш, розташована на північному заході зіли.
Населення — 120 458 осіб (2008; 98 270 в 1991).

## Адміністративний поділ
До складу упазіли входять 6 вардів:
| Зіла       | Площа, км² | Населення, осіб (2008) |
| ---------- | ---------- | ---------------------- |
| Дарбаста   | -          | 31194                  |
| Джайнтапур | -          | 21462                  |
| Ніджпат    | -          | 21733                  |
| Фатехпур   | -          | 15748                  |
| Чаріката   | -          | 13232                  |
| Чікнагул   | -          | 17089                  |